# Phrynium hirtum
Phrynium hirtum là một loài thực vật có hoa trong họ Marantaceae. Loài này được Ridl. miêu tả khoa học đầu tiên năm 1899.